# Sekou Gassama
Sekou Gassama Cissokho (Granollers, 6 maggio 1995) è un calciatore spagnolo naturalizzato senegalese, attaccante dell'Eldense.

## Carriera
Nato in Spagna da una famiglia di origine senegalese, dal 2004 al 2007 gioca nella cantera del Barcellona venendo impiegato inizialmente come difensore centrale; termina la sua formazione giovanile con l'Almería con cui gioca il suo primo incontro ufficiale il 13 ottobre 2013 con la squadra B in occasione del match di Segunda División B perso 3-0 contro il La Roda.
Il 14 luglio 2014 firma un contratto triennale con il Real Valladolid venendo assegnato alla squadra B; il 26 gennaio seguente rescinde e si accasa al Rayo Vallecano B.
Negli anni seguenti si alterna fra terza e quarta divisione con le maglie di Bergantiños, Badalona e Sant Andreu, prima di fare ritorno all'Almería nel 2017; aggregato alla squadra B, realizza 21 reti in Tercera División aiutando il club a centrare la promozione.
Nel 2018 viene promosso in prima squadra ed il 17 agosto fa il suo esordio fra i professionisti giocando il match di Segunda División perso 1-0 contro il Cadice. Il 31 gennaio 2019 viene prestato al Valencia, dove gioca per sei mesi con il Valencia Mestalla in terza divisione.
Rientrato ai Rojiblancos, inizia la stagione da titolare perdendo però il posto con l'arrivo del nuovo allenatore Guti. Il 28 gennaio 2020 sigla un contratto di quattro anni e mezzo con il Real Valladolid, passando contestualmente in prestito al Fuenlabrada fino al termine della stagione. Il prestito viene esteso anche per la stagione 2020-2021, con il giocatore che però trova poca continuità di impiego a causa di frequenti infortuni.
Rientrato al Real Valladolid, debutta in prima squadra ad agosto contro il Real Saragozza prima di passare in prestito al Malaga per il resto della stagione.. Nonostante ciò, non riuci a trovare spazio la stagione dopo al Real Valladolid, entrando in campo anche sta volta solo una volta.
Passa in prestito al Racing Santander dove però non riuscì ad avere dei buoni risultati, segnando solo un gol in 16 partite.
Dopo queste prestazioni, viene ingaggiato dall'Anorthōsis.

## Statistiche
Statistiche aggiornate al 7 novembre 2021.

### Presenze e reti nei club
| Stagione        | Squadra           | Campionato      | Campionato | Campionato | Coppe nazionali | Coppe nazionali | Coppe nazionali | Coppe continentali | Coppe continentali | Coppe continentali | Altre coppe | Altre coppe | Altre coppe | Totale | Totale | Totale |
| Stagione        | Squadra           | Comp            | Pres       | Reti       | Comp            | Pres            | Reti            | Comp               | Pres               | Reti               | Comp        | Pres        | Reti        | Pres   | Reti   |        |
| --------------- | ----------------- | --------------- | ---------- | ---------- | --------------- | --------------- | --------------- | ------------------ | ------------------ | ------------------ | ----------- | ----------- | ----------- | ------ | ------ | ------ |
| 2013-2014       | Almería B         | SDB             | 2          | 0          |                 | -               | -               |                    | -                  | -                  |             | -           | -           | 2      | 0      |        |
| 2014-gen. 2015  | Real Valladolid B | SDB             | 7          | 2          |                 | -               | -               |                    | -                  | -                  |             | -           | -           | 7      | 2      |        |
| gen.-giu. 2015  | Rayo Vallecano B  | SDB             | 4          | 0          |                 | -               | -               |                    | -                  | -                  |             | -           | -           | 4      | 0      |        |
| 2015-gen. 2016  | Bergantiños       | TD              | 6          | 1          | CR              | 0               | 0               |                    | -                  | -                  |             | -           | -           | 6      | 1      |        |
| gen.-giu. 2016  | Badalona          | SDB             | 16         | 2          | CR              | 0               | 0               |                    | -                  | -                  |             | -           | -           | 16     | 2      |        |
| 2016-2017       | Sant Andreu       | TD              | 33         | 12         | CR              | 0               | 0               |                    | -                  | -                  |             | -           | -           | 33     | 12     |        |
| 2017-2018       | Almería B         | TD              | 29         | 21         |                 | -               | -               |                    | -                  | -                  |             | -           | -           | 29     | 21     |        |
| 2018-gen. 2019  | Almería           | SD              | 11         | 0          | CR              | 4               | 3               |                    | -                  | -                  |             | -           | -           | 15     | 3      |        |
| gen.-giu. 2019  | Valencia Mestalla | SDB             | 8          | 3          |                 | -               | -               |                    | -                  | -                  |             | -           | -           | 8      | 3      |        |
| 2019-gen. 2020  | Almería           | SD              | 14         | 6          | CR              | 1               | 0               |                    | -                  | -                  |             | -           | -           | 15     | 6      |        |
| gen.-giu. 2020  | Fuenlabrada       | SD              | 9          | 3          | CR              | 0               | 0               |                    | -                  | -                  |             | -           | -           | 9      | 3      |        |
| 2020-2021       | Fuenlabrada       | SD              | 9          | 5          | CR              | 0               | 0               |                    | -                  | -                  |             | -           | -           | 9      | 5      |        |
| ago. 2021       | Real Valladolid   | SD              | 1          | 0          | CR              | 0               | 0               |                    | -                  | -                  |             | -           | -           | 1      | 0      |        |
| 2021-2022       | Malaga            | SD              | 6          | 0          | CR              | 0               | 0               |                    | -                  | -                  |             | -           | -           | 6      | 0      |        |
| Totale carriera | Totale carriera   | Totale carriera | 155        | 55         |                 | 5               | 3               |                    | -                  | -                  |             | -           | -           | 160    | 58     |        |